# Афанасьев, Михаил Андреевич
Михаи́л Андре́евич Афана́сьев (24 января [6 февраля] 1914 — 27 мая 1960) — участник Великой Отечественной войны, штурман 143-го гвардейского штурмового авиационного полка 8-й гвардейской штурмовой авиационной дивизии 1-го гвардейского штурмового авиационного корпуса 2-й воздушной армии 1-го Украинского фронта, гвардии майор.
Герой Советского Союза (27 июня 1945), военный лётчик 2-го класса (1951), полковник (1955).

## Биография
Родился 24 января (6 февраля) 1914 года в заводском посёлке Бежица Елисеевской волости Брянского уезда Орловской губернии (ныне — в черте города Брянска). Русский. В 1928 году окончил 7 классов школы, в 1932 году — техникум по холодной обработке металла. Работал слесарем, председателем цехового комитета завода «Красный профинтерн» в Бежице.
В армии с августа 1933 года. В 1936 году окончил Оренбургскую военную авиационную школу лётчиков. Служил в строевых частях ВВС (в Забайкальском военном округе).
Участник Великой Отечественной войны: в июле 1941 — январе 1942 — командир звена Управления 28-й смешанной авиационной дивизии, в январе-марте 1942 — командир звена Управления ВВС 10-й армии. Участвовал в оборонительных боях на Западном и Брянском фронтах, в обороне Москвы.
В марте-октябре 1942 года прошёл переобучение на штурмовике Ил-2 в 1-м отдельном учебно-тренировочном авиационном полку и 949-м штурмовом авиационном полку (в Приволжском военном округе).
С октября 1942 года вновь на фронте: командир авиаэскадрильи, штурман 735-го (с февраля 1944 года — 143-го гвардейского) штурмового авиационного полка. Воевал на Калининском, Северо-Западном, Воронежском, Степном, 2-м и 1-м Украинских фронтах. Участвовал в Великолукской операции и ликвидации демянского плацдарма противника, Курской битве и битве за Днепр, освобождении Правобережной Украины, Львовско-Сандомирской операции, освобождении Польши, в Берлинской и Пражской операциях.
5 июля 1943 года был сбит над территорией противника в районе Харькова и, будучи раненым, покинул самолёт с парашютом. Несколько дней пробирался к своим по тылам врага и 10 июля 1943 года перешёл линию фронта. За время войны совершил 92 боевых вылета на штурмовике Ил-2 на штурмовку и бомбардировку техники и живой силы противника.
За мужество и героизм, проявленные в боях, Указом Президиума Верховного Совета СССР от 27 июня 1945 года гвардии майору Афанасьеву Михаилу Андреевичу присвоено звание Героя Советского Союза с вручением ордена Ленина и медали «Золотая Звезда» (№ 6533).
После войны продолжал службу в ВВС на должности заместителя командира полка по лётной части (в Центральной группе войск). В 1947 году окончил Липецкие высшие офицерские лётно-тактические курсы. Служил в строевых частях ВВС: командиром авиаполка (в Прикарпатском военном округе), заместителем командира штурмовой авиадивизии по лётной подготовке. С февраля 1959 года полковник М. А. Афанасьев — в отставке.
Жил в Москве. Умер 27 мая 1960 года. Похоронен на Введенском кладбище (17 уч.).

## Награды
- Медаль «Золотая Звезда» Героя Советского Союза (№ 6533 от 27.06.1945)
- Орден Ленина (27.06.1945)
- Четыре ордена Красного Знамени (29.04.1943, 21.01.1944, 19.05.1945, 30.04.1954)
- Орден Отечественной войны I степени (11.10.1943)
- Два ордена Красной Звезды (19.05.1945, 20.06.1949)
- Медали, в том числе:
  - Медаль «За отвагу» (16.03.1942)
  - Медаль «За победу над Германией в Великой Отечественной войне 1941—1945 гг.»